# Tianjin Modern City Office Tower
Tianjin Modern City Office Tower (čínsky znaky tradiční 天津现代城) je nedokončený mrakodrap ve městě Tchien-ťin v Číně. Je 338 m vysoký, má 65 pater a plánované dokončení v roce 2016. Tato budova je součástí komplexu dvou věží, který obsahuje ještě 205 m vysokou stavbu, kde je pětihvězdičkový hotel a luxusní byty.